# Primum non nocere

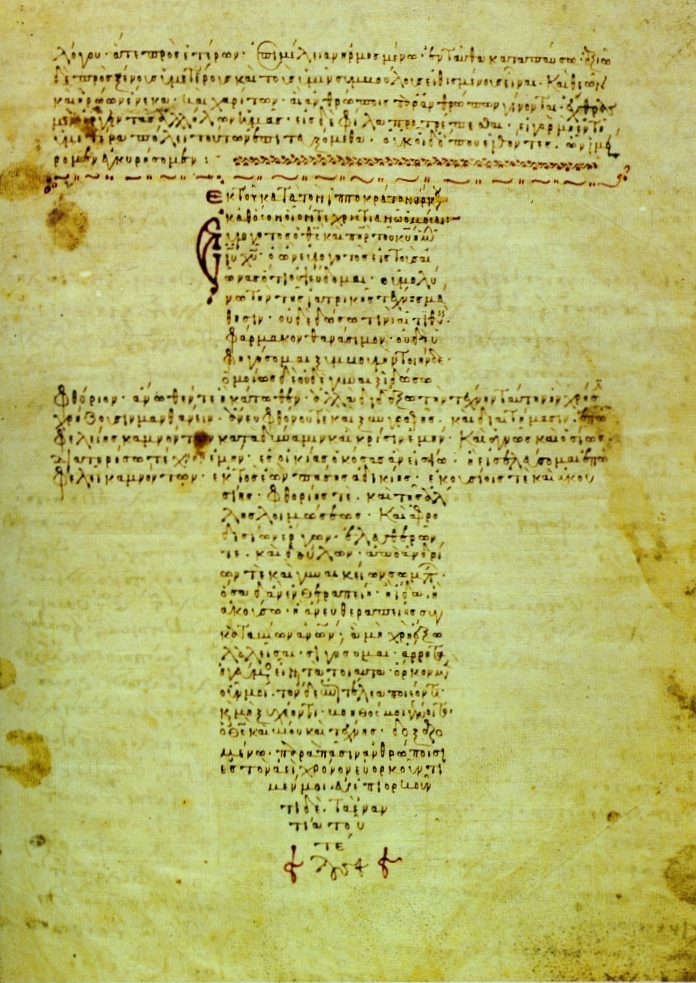
Manuscrito bizantino del con el juramento hipocrático escrito en forma de cruz, relacionándolo visualmente con las ideas cristianas,

La locución latina primum nil nocere o primum non nocere, que se traduce al castellano como 'lo primero es no hacer daño', corresponde a «un remanente del pasado lejano y probablemente se originó con Hipócrates». Se trata de una máxima aplicada hoy en el campo de la medicina, fisioterapia, enfermería y ciencias de la salud.

## Aplicación
La mayoría de las veces, cuando se prescriben medicamentos o se aplican medidas terapéuticas, existe la posibilidad de que surjan efectos secundarios o daños al paciente. Por lo que, "la seguridad del paciente ha experimentado un creciente protagonismo como objetivo sanitario y como factor clave en la calidad".
Esta locución es uno de los principales preceptos que a todo estudiante de medicina se le enseña. En la práctica, esto debería recordar al médico que debe considerar los posibles daños que sus acciones puedan provocar.
Esta locución es aplicable en debates sanitarios debido a que toda intervención sanitaria tiene la probabilidad de provocar daño al paciente.

## Historia
Esta expresión es utilizada en ámbitos médicos desde al menos el año 1860, señalando que los actos médicos hechos con las mejores intenciones puedan tener consecuencias indeseables (iatrogenia), además de las consecuencias buscadas.
El origen de la frase no es conocido con certeza; en contra de una extendida creencia, la locución no se encuentra en las versiones del Juramento Hipocrático, si bien se le atribuye al mismo Hipócrates; se ha descrito como una paráfrasis latina de Galeno de un aforismo hipócratico (aunque en realidad Galeno también escribía sus obras en griego, no en latín).
Aunque no se ha encontrado tal cual en los escritos de Galeno, existe una frase aproximada en el Corpus Hipocrático en la forma "para ayudar, o por lo menos no hacer daño," proveniente de sus Epidemias Libro I, Sección II,# V.

### Otras teorías
De acuerdo con Gonzalo Herranz Rodríguez la locución "Primum non nocere" fue presentada por primera vez en el mundo por el médico de habla inglesa por Worthington Hooker en su libro de 1847 llamado, Physician and Patient (El paciente y el médico).  Según Hooker la palabra provenía del patólogo y médico clínico parisino Auguste François Chomel (1788–1858), sucesor de Läennec en el cargo de presidente de patología médica, y preceptor de Pierre Louis. Aparentemente, este Axioma fue parte de las enseñanzas orales de Chomel:—"The origin of primum non nocere." British Medical Journal respuestas electrónicas y comentarios, 1 de septiembre de 2002. De todas maneras, un examen minucioso revela que Hooker no usó específicamente esta expresión (la frase latina tradicional).
Una investigación detallada de los orígenes de este aforismo fue presentada por el farmacólogo clínico Cedric M. Smith en el tiraje de abril de 2005 del Journal of Clinical Pharmacology.  Donde se enfoca en la interrogante de los orígenes y la aparición cronológica de esta máxima, que en vez de ser de origen antiguo como se asume usualmente, la expresión en específico y su asociación única de la frase latina, ha sido rastreada y atribuida a Thomas Sydenham (1624–1689) en un libro por T. Inman (1860). El libro de Inman, y su atribución, fue revisada por "H. H." en el American Journal of Medical Science el mismo año.  El prominente cirujano estadounidense, L. A. Stimson, usó la expresión en 1879 y de nuevo en 1906 (en la misma revista). Y que fue de uso común a vuelta de siglo es aparente en otras menciones, como el prominente obstetrista J. Whitridge Williams en 1911, así como una discusión detallada sobre su uso en un popular libro de Morris Fishbein, por largo tiempo editor del Journal of the American Medical Association en 1930. El artículo también estudia los variados usos del muy popular aforismo, sus limitaciones actuales como un mandato moral, así como el aumento de su uso no sólo en el campo médico sino en otros contextos que afectan por igual a las personas.

### Otros aforismos
- Consummatum est
- Cura te ipsum
- In dubiis, abstine
- Mens sana in corpore sano
- Medice cura te ipsum
- Memento mori